# إيلين روبنز
إيلين روبنز (بالإنجليزية: Ellen Robbins)‏ هي رسامة نباتية ‏ ورسامة أمريكية، ولدت في 1828، وتوفيت في 1905.

## معرض صور

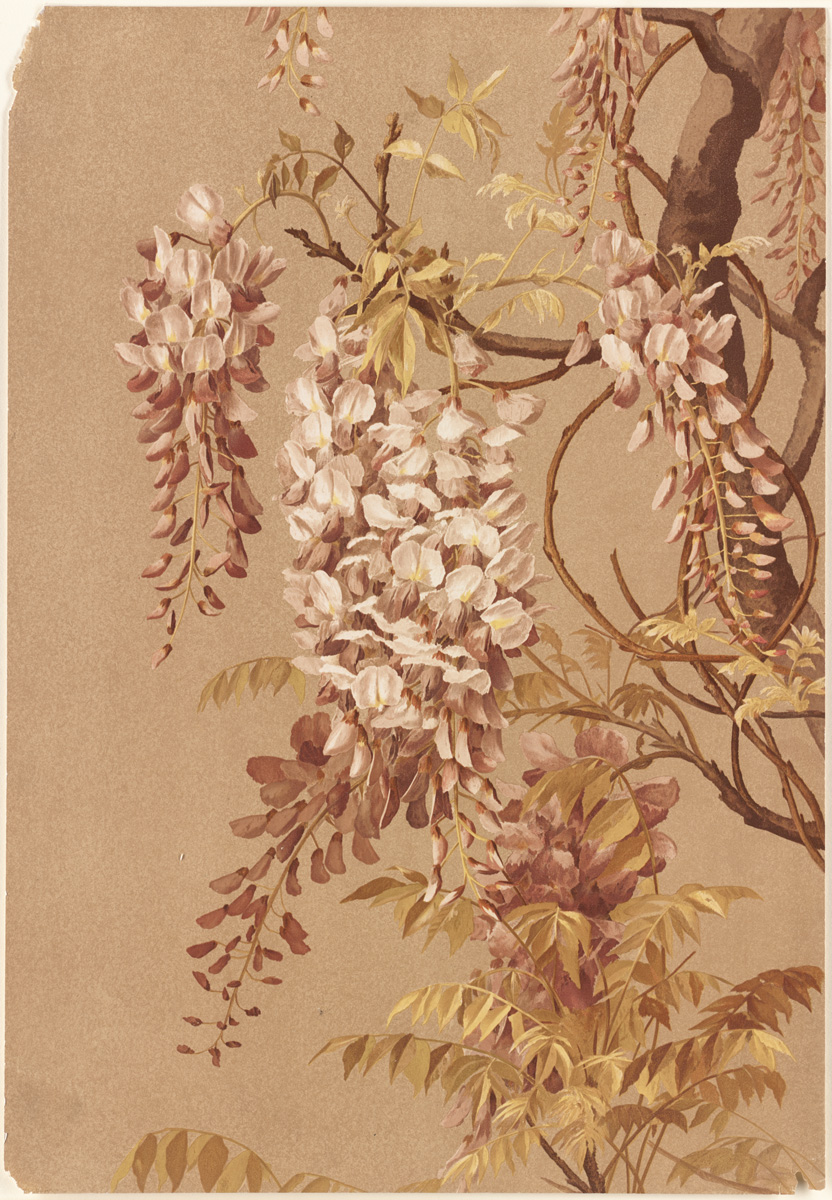
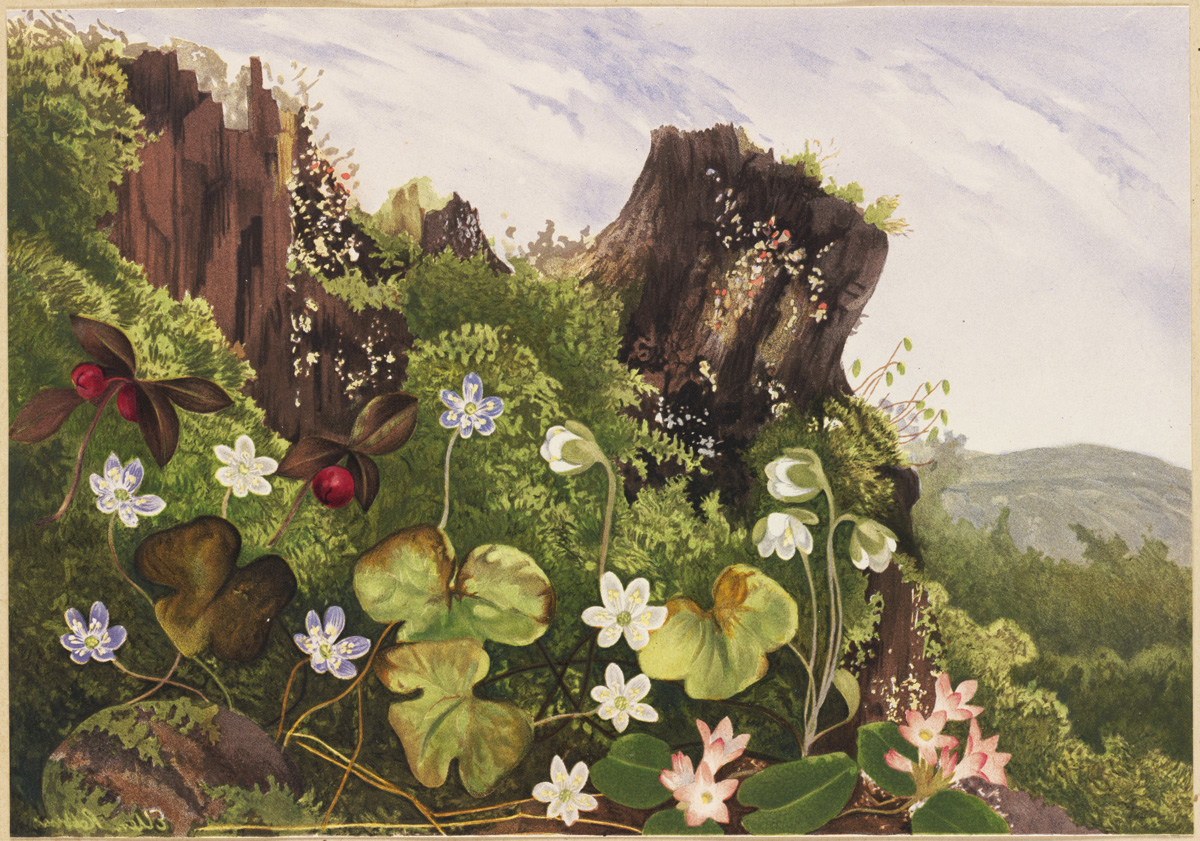
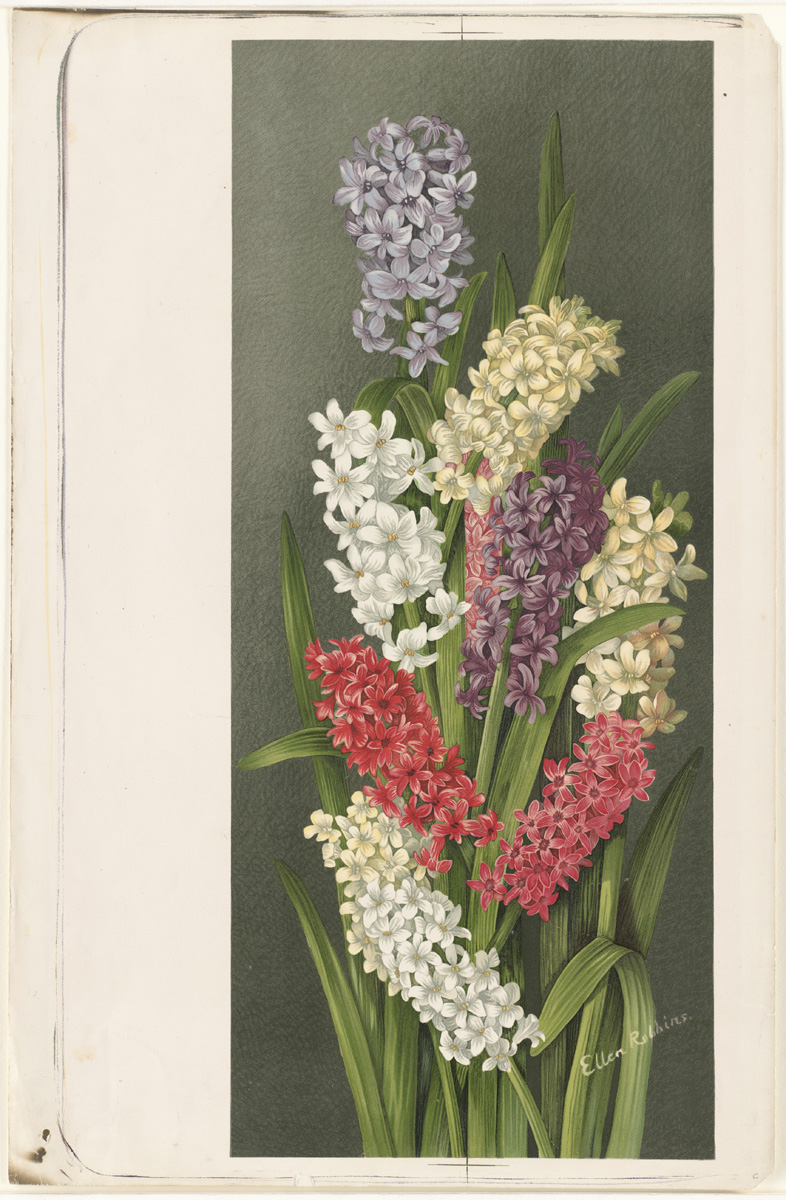